# Воля (Новоусманский район)
Во́ля (до 1921 года Тресвятская) — посёлок в Новоусманском районе Воронежской области. Административный центр Воленского сельского поселения.

## География
Ближайшие населённые пункты: сёла Шуберское и Орлово.
Климат умеренно континентальный. Средняя температура января −9 °С, июля +20 °С. Населенный пункт располагается в лесостепной зоне.

## История
До прокладки ж/д на территории современного посёлка, в районе ж/д вокзала станции Тресвятской, стояла сторожка, где проживал Горобенко Михаил, 1830 года рождения, сторож леса. В лесу вырубали деревья и переправляли в с. Углянец, где их сжигали и делали уголь.
В 1868 году начали прокладывать железную дорогу «Воронеж — Козлов (Мичуринск)». В 1894 году у полустанка возвели ж/д станцию «Углянка», будки для путевых обходчиков. В 1904 году Углянку переименовали в «Тресвятское» (по названию самого большого села, расположенного рядом, ныне с. Парижская Коммуна).
К 1912 году жители ст. Тресвятская проживали в 25 домовладениях.
В 1921 году население 25 домов образовали посёлок Воля.
В 1968 году решением Воронежского областного исполнительно комитета № 772 от 20.09.1968 «Об объединении населенных пунктов» учитывая желания граждан на сходах об объединении фактически соединившихся населенных пунктов были объединены пос. Воля, пос. Синицыно и пос. Китаево.

## Население
| 1959 | 1979    | 2002  | 2008  | 2010  | 2021  |
| ---- | ------- | ----- | ----- | ----- | ----- |
| 5623 | ↗10 419 | ↘7979 | ↘7892 | ↘7803 | ↘7697 |

## Инфраструктура
Имеется два почтовых отделения.
К концу 2006 года планировалась полная газификация посёлка, но была завершена к 2008 году.
В поселке начато строительство православного храма Трех Святителей, которое ведётся исключительно на пожертвования граждан, прихожан и организаций. В настоящее время строительство храма полностью завершено, храм работает, принимает прихожан. Также при храме действует воскресная школа для детей и взрослых.

## Транспорт
Железнодорожная станция Тресвятская и остановочная платформа Синицыно на линии Грязи-Воронежские — Отрожка, несколько автобусных остановок (курсируют маршруты 371 из Орлово до Воронежа (вокзал Воронеж-1), и 312 до Новой Усмани и далее в центр Воронежа (Пушкинская улица).